# Gnamptogenys fernandezi
Gnamptogenys fernandezi är en myrart som beskrevs av John E. Lattke 1990. Gnamptogenys fernandezi ingår i släktet Gnamptogenys och familjen myror. Inga underarter finns listade i Catalogue of Life.